# アーティストマガジン・週刊ファンハウス
『アーティストマガジン・週刊ファンハウス』（アーティストマガジン・しゅうかんファンハウス）は1984年4月13日から1985年7月5日まで、毎週土曜日1時 - 3時（金曜深夜25時 - 27時）に生放送されたTBSラジオの音楽番組である。

## 概要
松宮一彦がパーソナリティーを務めた、ニューミュージック、日本のポップスを主な柱として構成され、アーティストの最新情報を伝える音楽番組・音楽情報番組。1984年4月13日の第1回放送は小田和正を迎えての「オフコース特集」。『今週の推薦ニューアルバム』などのコーナーがあった。
同番組はファンハウスレコード（のちにBMG JAPAN→現・アリオラジャパン）の1社協賛番組で、原則としては同社所属の歌手・シンガーソングライターらの楽曲のみを取り上げた。番組開始に際しては、レーベルを立ち上げたばかりのファンハウスの宣伝部長の命令を受けて作られたとされる。原則ファンハウス所属のアーティスト限定ではあったが、不定期でファンハウス以外の歌手の曲の特集や、ゲストコーナーも行われていた。

## 放送リスト
| 放送日   | ゲスト・特集企画           |  | 放送日  | ゲスト・特集企画                         |
| 1984年   | 1984年                     |  | 1985年  | 1985年                                   |
| -------- | -------------------------- |  | ------- | ---------------------------------------- |
| 4月13日  | 小田和正「オフコース特集」 |  | 1月4日  | 舘ひろし                                 |
| 4月20日  | 「ウインディ特集」         |  | 1月11日 | 財津和夫                                 |
| 4月27日  | 財津和夫                   |  | 1月18日 | 麗美                                     |
| 5月4日   | 稲垣潤一                   |  | 1月25日 | 八神純子                                 |
| 5月11日  | 神田正輝                   |  | 2月1日  | 鈴木雄大、大江千里                       |
| 5月18日  | 安部恭弘                   |  | 2月8日  | 小田和正                                 |
| 5月25日  | 鈴木康博                   |  | 2月15日 | 「稲垣潤一未公開ライブ音源初のオンエア」 |
| 6月8日   | 「オフコーススペシャル」   |  | 2月22日 | 甲斐よしひろ                             |
| 6月15日  | 山下達郎                   |  | 3月1日  | 小田和正                                 |
| 6月22日  | 武田鉄矢、沢口靖子         |  | 3月8日  | 飯島真理、天宮良                         |
| 6月29日  | ブレッド&バター            |  | 3月15日 | 稲垣潤一、大貫妙子                       |
| 7月6日   | 中原めいこ                 |  | 3月22日 | 鈴木雄大                                 |
| 7月13日  | 神田正輝                   |  | 3月29日 | 神田正輝                                 |
| 7月20日  | 甲斐バンド                 |  | 4月5日  | 天宮良、畠山里美、かなもりしんいち       |
| 7月27日  | 稲垣潤一                   |  | 4月12日 | 「オフコースリクエストベスト10」         |
| 8月3日   | 舘ひろし                   |  | 4月19日 | 杉田二郎、山本コウタロー、国安わたる     |
| 8月10日  | 長渕剛                     |  | 4月26日 | 加山雄三                                 |
| 8月17日  | 神田正輝、稲垣潤一         |  | 5月3日  | 財津和夫                                 |
| 8月24日  | 山下達郎                   |  | 5月10日 | 鈴木雄大、鷲尾いさ子、畠山里美           |
| 8月31日  | 小田和正                   |  | 5月17日 | 大江千里                                 |
| 9月7日   |                            |  | 5月24日 | オフコース、麗美                         |
| 9月14日  | 麗美                       |  | 5月31日 | 石川優子、舘ひろし                       |
| 9月21日  | 舘ひろし                   |  | 6月7日  | 浜田省吾                                 |
| 9月28日  | 鈴木康博                   |  | 6月14日 | ジャンゴ                                 |
| 10月5日  | ブレッド&バター            |  | 6月21日 | 財津和夫                                 |
| 10月12日 | 稲垣潤一                   |  | 6月28日 |                                          |
| 10月19日 | 浜田省吾                   |  | 7月5日  | 大江千里、稲垣潤一                       |
| 10月26日 | 角松敏生                   |  |         |                                          |
| 11月2日  | 大沢誉志幸                 |  |         |                                          |
| 11月9日  | 鈴木雄大                   |  |         |                                          |
| 11月16日 | ブレッド&バター            |  |         |                                          |
| 11月23日 | 神田正輝                   |  |         |                                          |
| 11月30日 | 「松任谷由実新譜特集」     |  |         |                                          |
| 12月7日  | 稲垣潤一                   |  |         |                                          |
| 12月14日 | 沢口靖子                   |  |         |                                          |
| 12月21日 | 柳ジョージ                 |  |         |                                          |
| 12月28日 | 安部恭弘                   |  |         |                                          |

## ネット局
放送時間はいずれも毎週金曜日深夜 25:00 - 27:00（土曜日 1:00 - 3:00、同時ネット）
- 北海道放送 （途中1984年10月12日からネット開始）
- 山陽放送
- RKB毎日放送
- 琉球放送